# Geschlossene Bauweise (Leitungsbau)

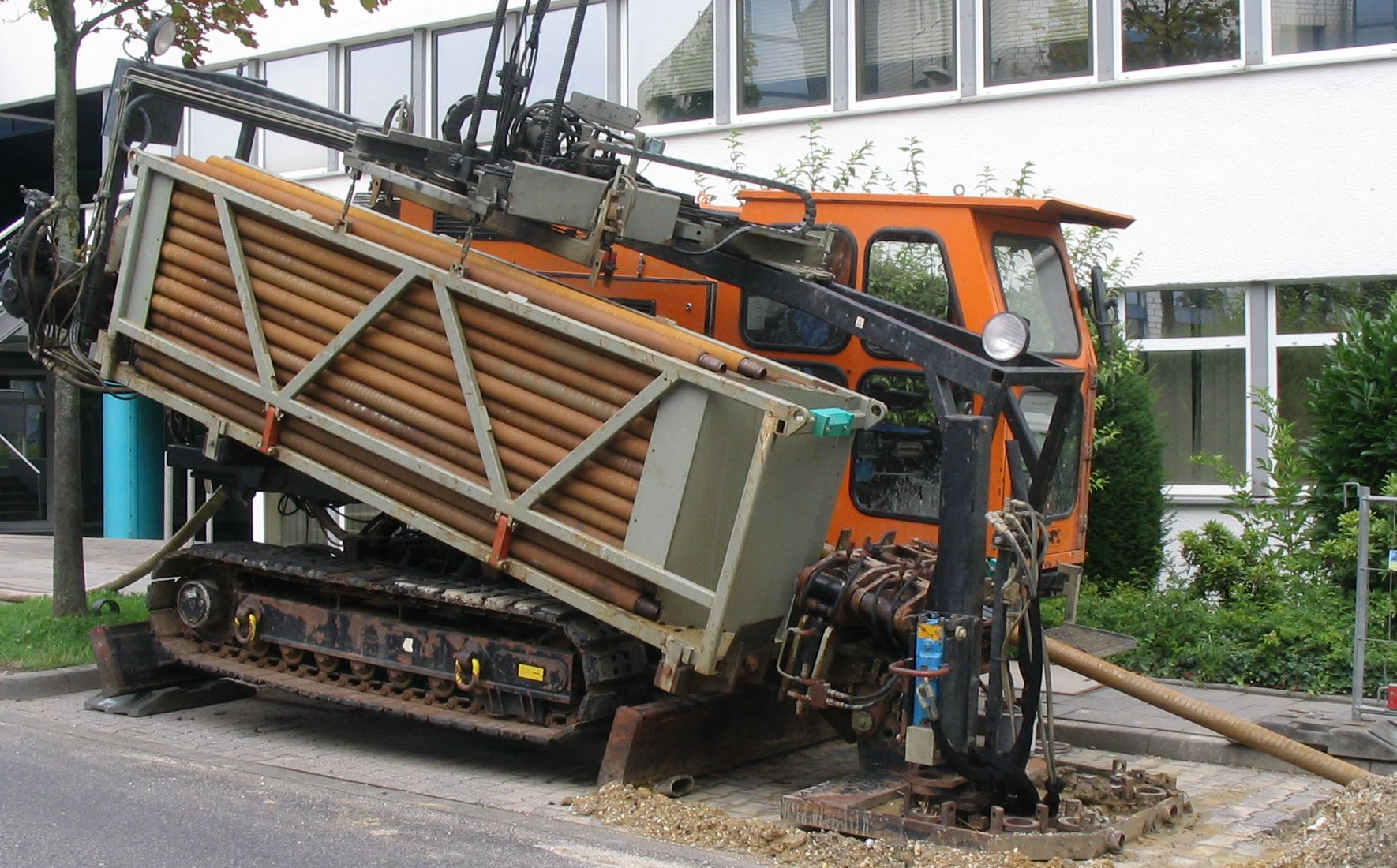
Horizontalspülbohrgerät für den grabenlosen Leitungsbau

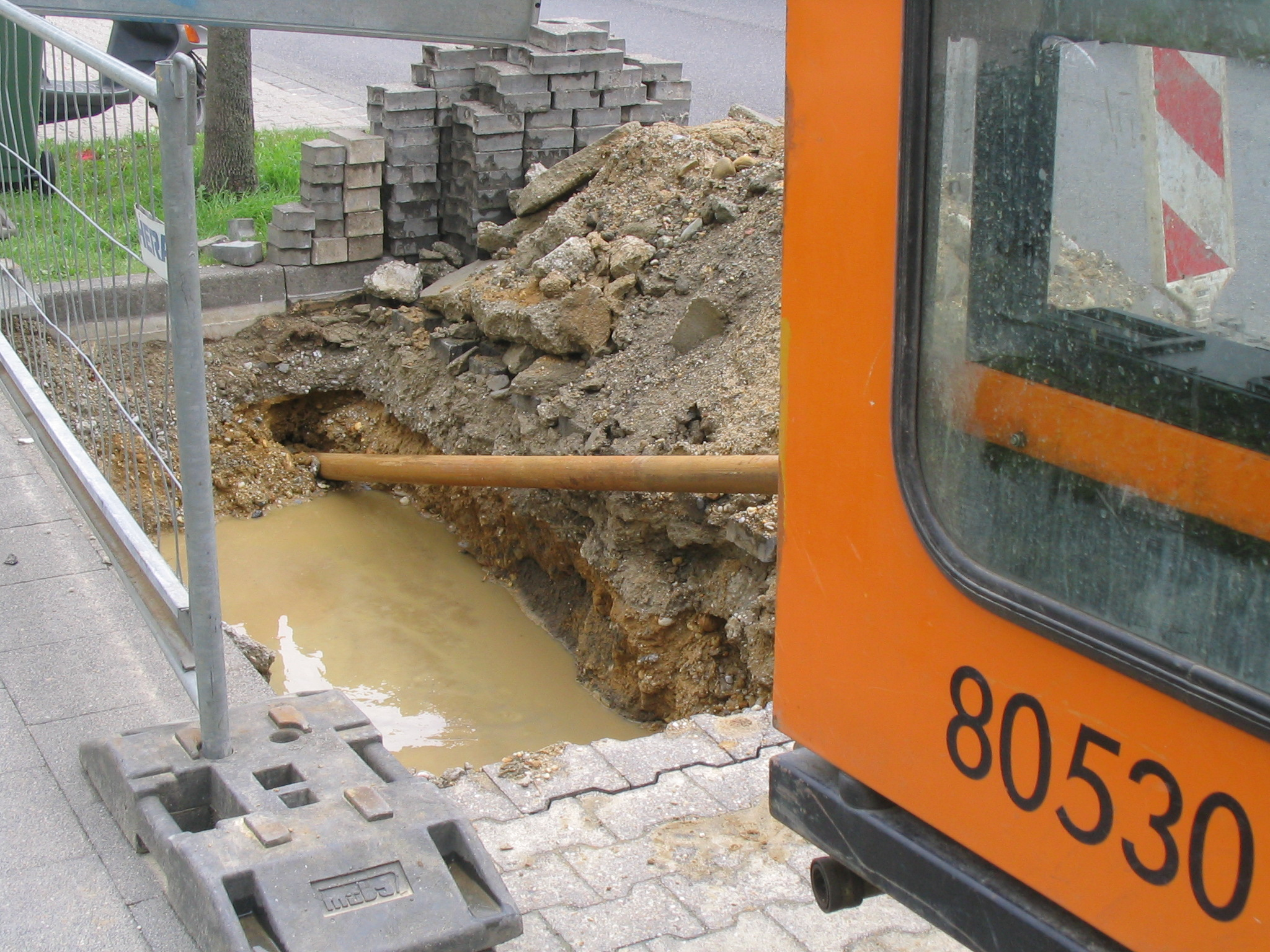
Startschacht für die Bohrung

Im Leitungsbau bezeichnet die geschlossene Bauweise (auch grabenloser Leitungsbau genannt) die Verlegung von Ver- und Entsorgungsleitungen ohne dabei eine Aufgrabung entlang der Linie vorzunehmen. Vorteil der grabenlosen Bauweise ist, dass im Gegensatz zur offenen Bauweise lediglich jeweils am Anfang und am Ende eines Leitungsabschnitts ein Schacht erstellt werden muss. Kreuzende Verkehrswege (Straßen, Schienen usw.) bleiben bei der geschlossenen Bauweise nahezu unberührt, sodass Verkehrsumleitungen vermieden werden können. Des Weiteren reduziert sich die Staub- und Lärmbelästigung für Anwohner.

## Verfahren
Im grabenlosen Leitungsbau stehen verschiedene Verfahren zur Verfügung. Dies sind zum Beispiel:
- Bodenverdrängungsverfahren
- Bohrpressung
- Horizontalspülbohrverfahren
- Microtunneling
- Pilotrohrvortrieb